# Tokary (województwo mazowieckie)
Tokary – wieś w Polsce położona w województwie mazowieckim, w powiecie siedleckim, w gminie Korczew. Ma status sołectwa. Leży nad Toczną.
| SIMC    | Nazwa          | Rodzaj      |
| ------- | -------------- | ----------- |
| 0675318 | Choinie        | część wsi   |
| 0675324 | Duży Wzgórek   | część wsi   |
| 0675330 | Folwark        | część wsi   |
| 0675353 | Tokary-Gajówka | osada leśna |

16 lutego 1906 w Tokarach urodził się kpt. Władysław Łukasiuk ps. „Młot”.
W latach 1975–1998 miejscowość położona była w województwie siedleckim.
W miejscowości działa jednostka ochotniczej straży pożarnej założona w 1916 roku.
11 czerwca 2021 odsłonięto tablicę upamiętniającą Władysława Łukasiuka. Inicjatorem było Stowarzyszenie Historyczne im. 11 Grupy Operacyjnej NSZ z Płocka.